# Šipín (hradiště)
Šipín je raně středověké hradiště na místě stejnojmenné osady nedaleko Konstantinových Lázní v okrese Tachov. Řada archeologických nálezů umožňuje uvažovat o jeho existenci již v pozdní době bronzové. Od roku 2006 je chráněno jako kulturní památka ČR.

## Historie
Keramika nalezená v roce 1935 umožňuje datování hradiště do desátého až třináctého století. Na přilehlých svazích však byla později nalezena, kromě středověké, také keramika z pozdní doby bronzové, a není zcela jasné, ze kterého období pochází zbytky opevnění. Je možné, že šipínské hradiště nahradilo blízké hradiště u Bezemína po jeho zániku požárem.

## Stavební podoba
Hradiště stálo v nadmořské výšce 435 metrů na ostrožně obtékané ze dvou stran Úterským potokem. Opevněná plocha o rozloze 1,5 ha byla na východní přístupové straně opevněna příkopem a dvojicí hradeb, které se částečně zachovaly v podobě valů. Z prvního valu se dochoval úsek dlouhý osm metrů. Jeho výška na vnější straně je 3–4 metry a 1,5 metru na vnitřní straně. Na severním konci se val stáčí k západu a napojuje se na druhý val, ze kterého zůstala pouze terénní vlna široká dvanáct metrů. Obvodová hradba se částečně dochovala v podobě dalšího valu. V prostoru mezi prvním a druhým valem v minulosti zřejmě stávala nějaká usedlost.
Na ploše hradiště stojí osada Šipín s kostelem svaté Barbory.

## Přístup
Do Šipína vede odbočka ze silnice z Okrouhlého Hradiště do Pernarce, po které vede cyklotrasa č. 2206. Scházejí se zde také tři turistické trasy. Žlutě značená vede z Konstantinových Lázní přes zříceninu hradu Gutštejn a bezemínské hradiště. Prochází tudy zeleně značená trasa údolím Úterského potoka a končí zde červeně značená trasa vedená z Teplé údolím Hadovky.